# Парораспределительный механизм Джоя

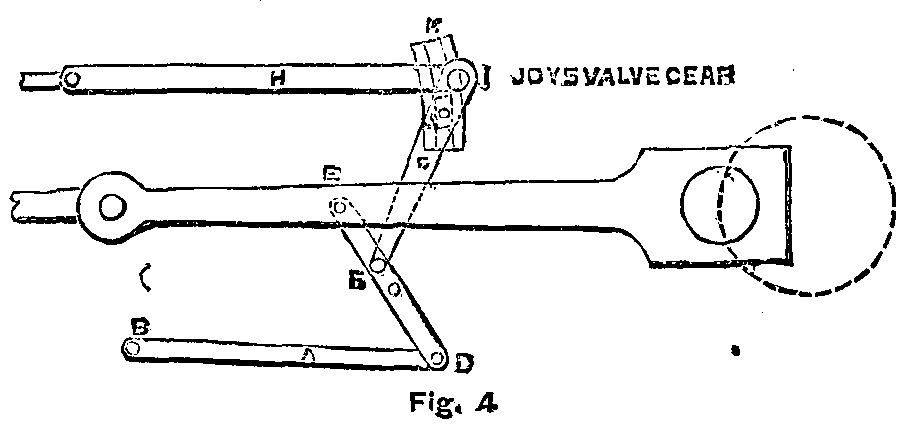
Схема парораспределительного механизма Джоя

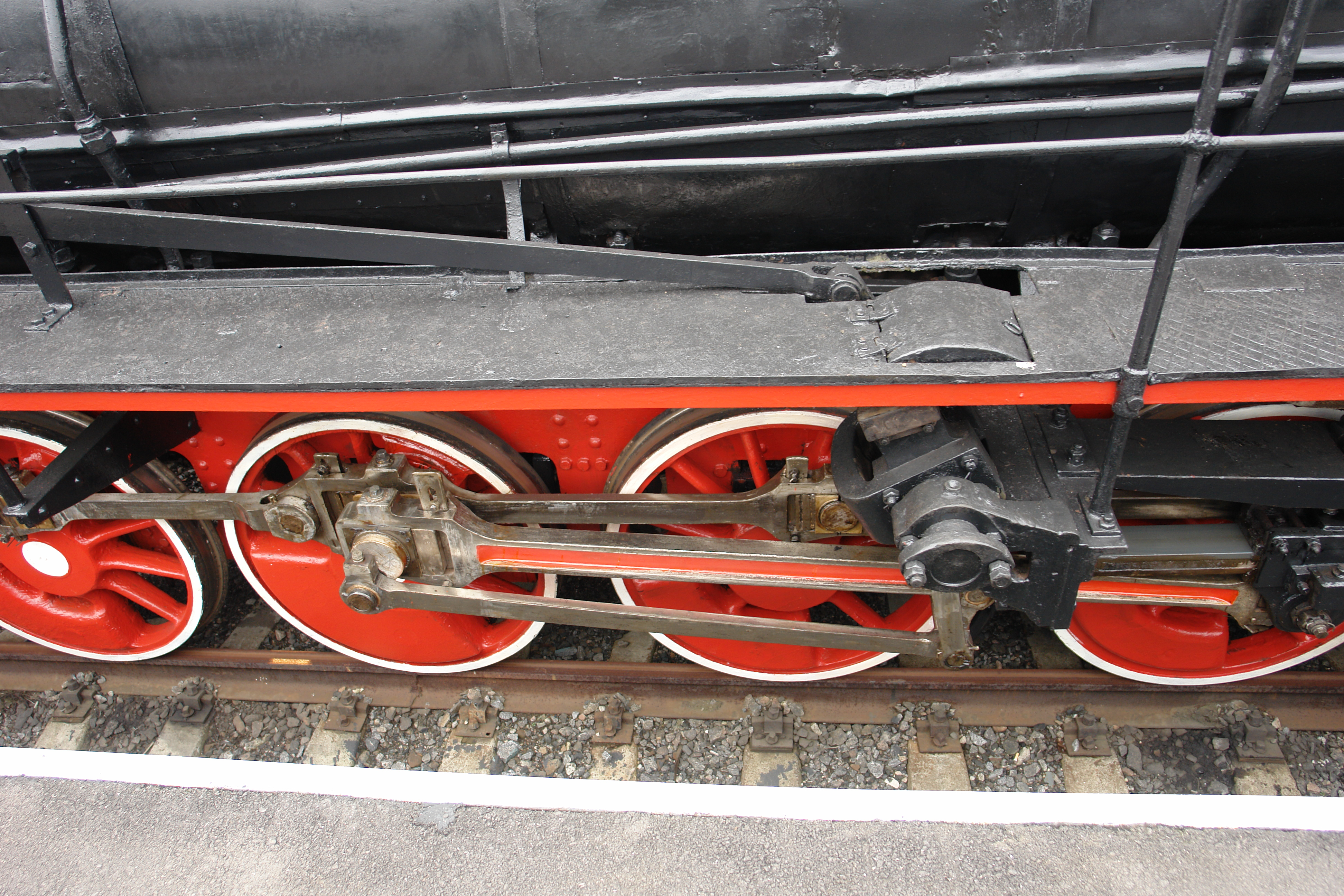
Вид на парораспределительный механизм Джоя (паровоз О^{д})

Парораспределительный механизм Джоя (англ. Joy valve gear) — тип парораспределительного механизма, изобретённый британским инженером Дэвидом Джоем (англ. David Joy; 1825—1903)  и запатентованный в 1870 году. Был разработан на основе парораспределительных механизмов для паровых машин с вертикальным штоком. Получил широкое распространение на паровозах 1890-х, а также на локомобилях. В 1900-е был вытеснен другими парораспределительными механизмами.
Примеры паровозов с парораспределительным механизмом Джоя: английские класса G, российские Од («джойка») и Нд.